# شهرستان تونگ‌هه
شهرستان تونگ‌هه (به چینی: 通河县) یک شهرستان در استان هئی‌لونگ‌جیانگ چین است که در تابعیت شهر هاربین قرار دارد.
شهرستان تونگ‌هه ۵٬۶۶۱٫۴ کیلومتر مربع مساحت و ۱۷۹٬۸۲۸ نفر جمعیت دارد و ۱۰۷ متر بالاتر از سطح دریا واقع شده‌است.

## تقسیمات اداری
شهرستان تونگ‌هه به ۸ شهرک تابعه تقسیم شده است. دو «میدان» هم‌سطح قصبه نیز تابع این شهرستان می‌باشند، مانند نواحی اداری مزرعه‌ای و جنگل‌داری.
- شهرک تونگ‌هه (通河镇، Tōnghé zhèn)
- شهرک چینگ‌هه (清河镇، Qīnghé zhèn)
- شهرک سان‌ژان (三站镇، Sānzhàn zhèn)
- شهرک شیانگ‌شون (祥顺镇، Xiángshùn zhèn)
- شهرک فنگ‌شان (凤山镇، Fèngshān zhèn)
- شهرک فولین (富林镇، Fùlín zhèn)
- شهرک نونگ‌هه (浓河镇، Nónghé zhèn)
- شهرک وویاپاو (乌鸦泡镇، Wūyāpào zhèn)

- ادارهٔ جنگل‌داری چین‌هه (清河林业局، Qīnghé línyèjú)
- میدان زراعتی چالین‌هه (岔林河农场، Chàlínhé nóngchǎng)